# 维贾伊·坎杜贾
维贾伊·坎杜贾（英語：Vijay Khanduja，1967年8月1日—），印度外交官，现任印度驻喀麦隆高级专员，曾任印度駐津巴布韋大使等職務。

## 经历
维贾伊·坎杜贾出生于1967年8月1日。他擁有德里大學理學學位，並於印度管理学院艾哈迈达巴德校区，以及塔夫茨大学弗莱彻法律与外交学院接受过培训。
在加入印度外交部后，曾在外交部总部及多个印度驻外使团和代表处担任职务，包括：巴黎（1989年至1992年，2009年至2012年），伊斯兰堡（1997年至2000年），上海（2003年至2006年）和布达佩斯。2017年，出任印度外交部聯合國經濟與社會司副司長。2020年11月9日至2024年8月担任印度驻津巴布韦大使。
後任印度駐喀麥隆高級專員。